# Німецька мова
Німе́цька мо́ва (Deutsch, die deutsche Sprache) — германська мова індоєвропейської мовної сім'ї. Державна мова у Німеччині, Австрії, Швейцарії, Ліхтенштейні, Люксембурзі та Бельгії.
Одна з офіційних мов ЄС. Рідна мова німців та німецьких етнічних меншин світу. Має понад 120 мільйонів носіїв. Близька до нідерландської, данської, шведської, норвезької, англійської, фризької та ісландської мов. Використовує на письмі німецьку абетку на основі латинської.
Головна мова філософії і науки в XIX — першій половині XX ст., через що її переносно називають мовою Гете, Канта, Гегеля. Одна з найбільш популярних європейських мов нарівні з англійською, іспанською, італійською та французькою. Нею написана друга за величиною після англійської кількість наукових праць, художніх творів та публіцистичних текстів.

## Назва
- нім. Deutsch (або deutsche Sprache)
- австро-баварська Deitsch
- алеманська Dütsch і Deitsch
- нижньонімецька Düütsch
- нижньосаксонська Duuts
- ріпуарська Dütsch
- фризька Dútsk
- західнофризька Düütsk
- люксембурзька Däitsch
- лімбурзька Duits

## Поширення і статус

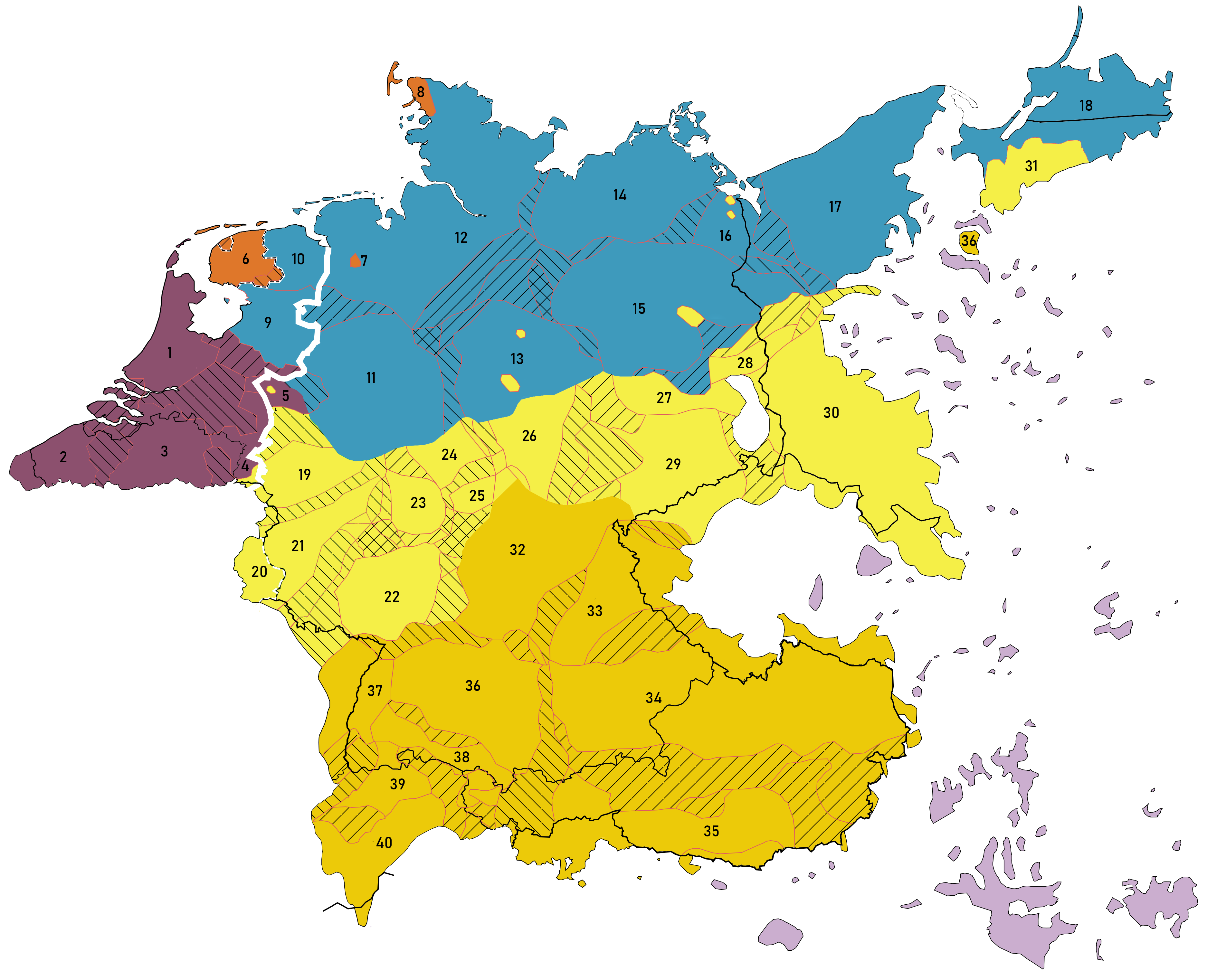
Західногерманські діалекти в Європі до 1945 року.

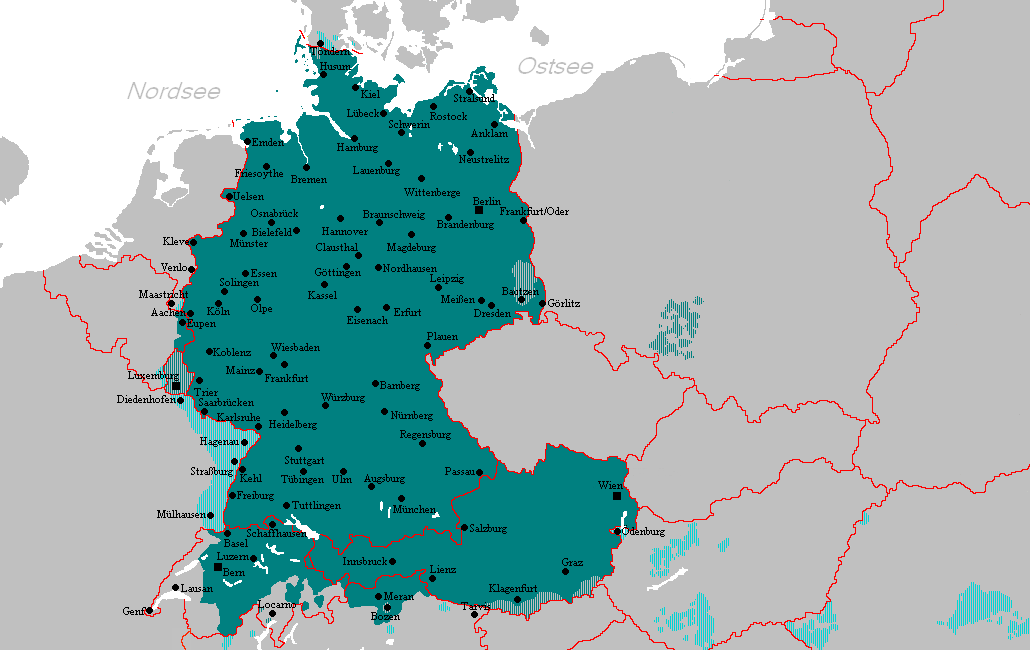
Німецька мова в Європі 2010 р.

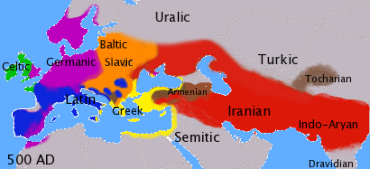
Індоєвропейські мови в 500 р.

### Як офіційна головна мова
- Німеччина (близько 81 млн носіїв)
- Австрія (7,5 млн носіїв)
- Ліхтенштейн

### Як одна з офіційних мов
- Бельгія (поряд з французькою та нідерландською)
- Італія (на рівні регіону Південний Тіроль, поряд з італійською; близько 300 тис. носіїв)
- Люксембург (близько 300 тис. носіїв; використовується нарівні з люксембурзькою та французькою)
- Швейцарія (75 % німецька, 4—6 млн носіїв, використовується нарівні з французькою, італійською та ретороманською)

### Як мова національних меншин
- Бразилія — 1 900 000
- США — 1 483 100
- Франція — 1 200 000

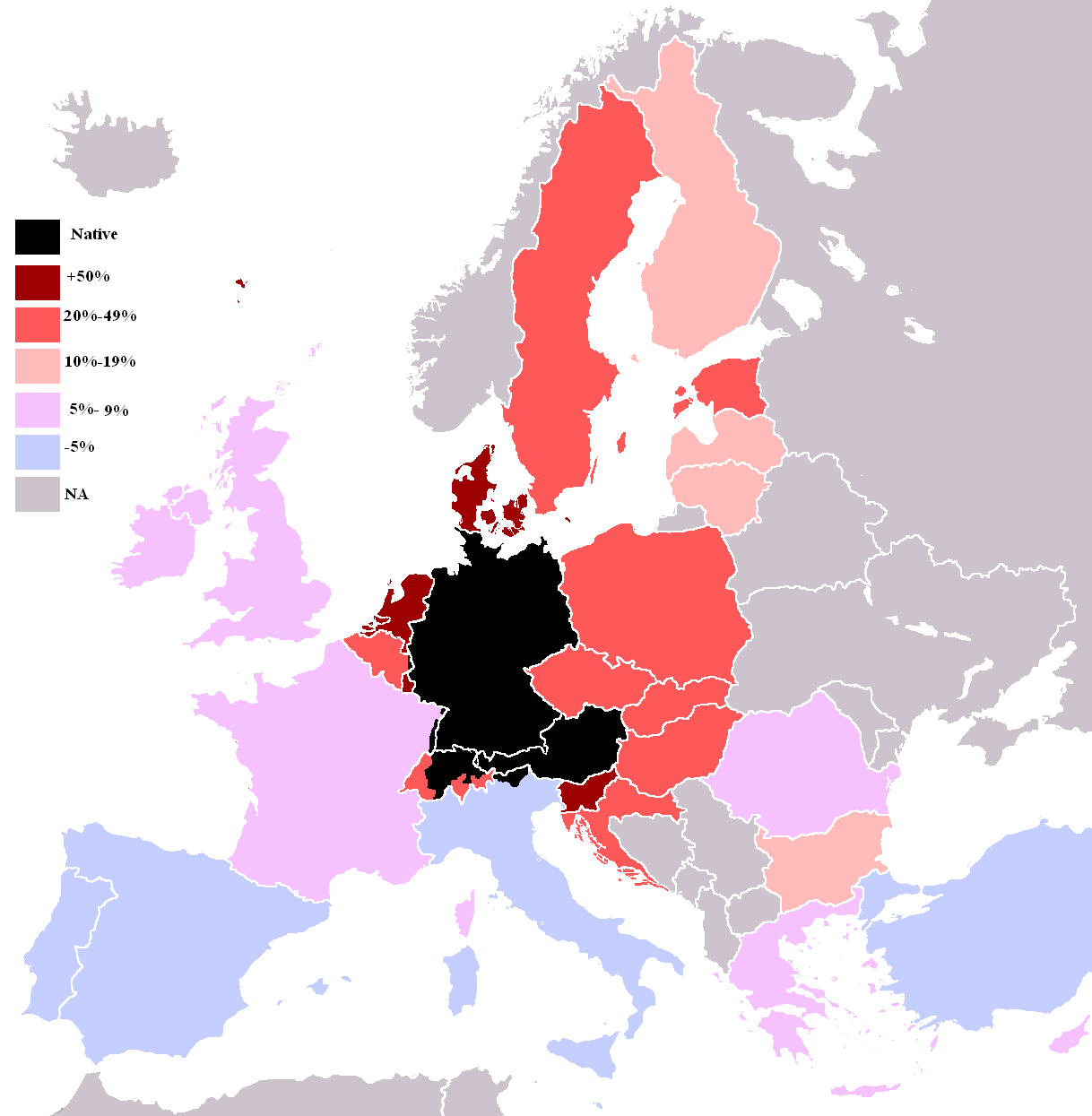
Рівень знання німецької мови в ЄС та Швейцарії

- Росія: Європейська частина — 75 000, Сибір — 767 300
- Казахстан — 358 000
- Аргентина — 300 000
- Парагвай — 200 000
- Польща — 173 000
- Австралія — 150 000
- Чилі — 150 000
- Угорщина — 145 000
- Канада — 128 350
- Румунія — 70 000
- Чехія — 50 000
- Нідерланди — 47 775
- Україна — 38 000
- Намібія — 30 000
- Данія — 20 000
- Словаччина — 12 000
- Хорватія — 11 000
- Молдова — 7300
- Латвія — 3780
- Естонія — 3460
- Литва — 2060

## Варіанти мови

### Діалекти

Карта німецьких діалектів (Karte der deutschen Mundarten von 1894)

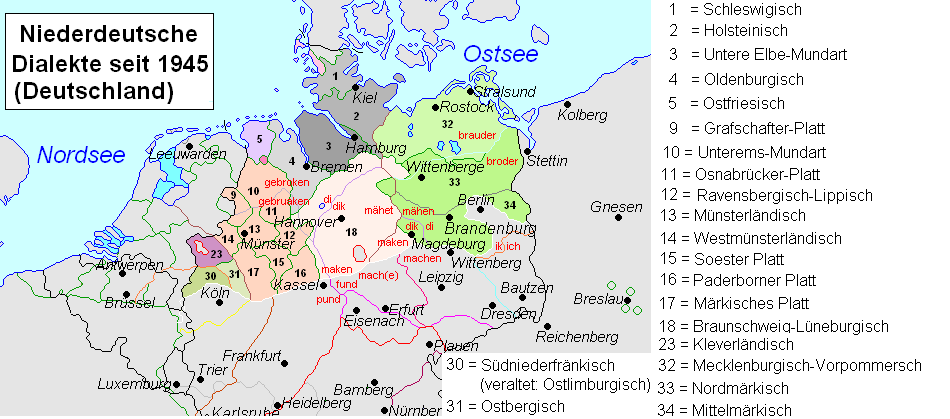
Нижньонімецькі діалекти

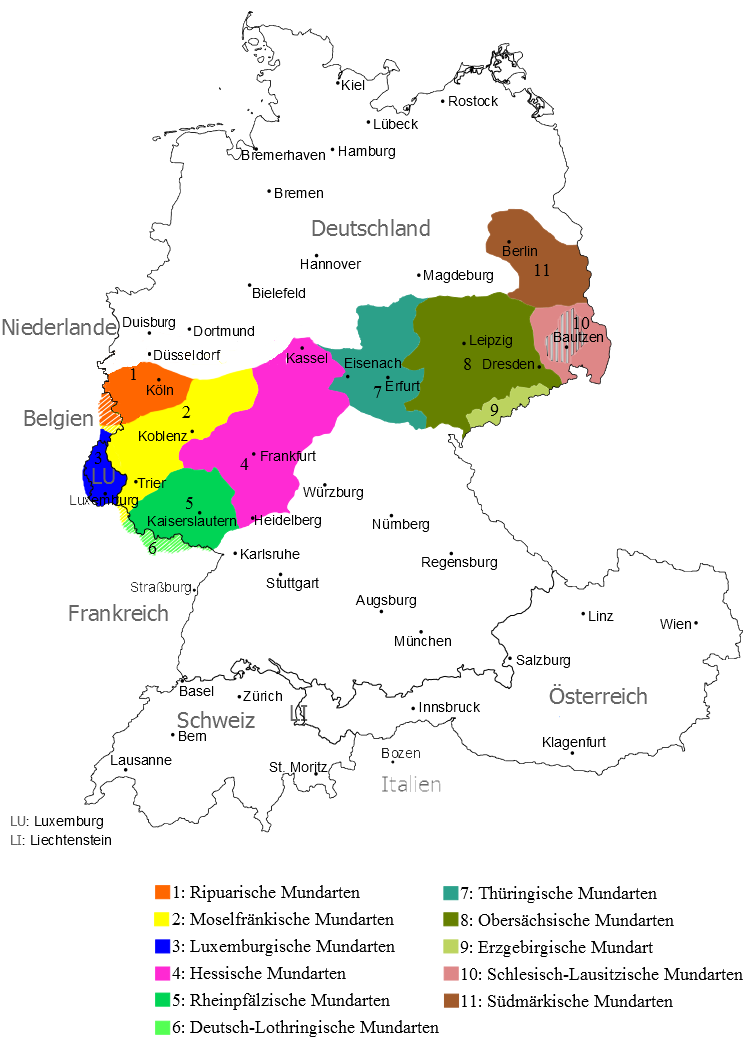
Середньонімецькі діалекти

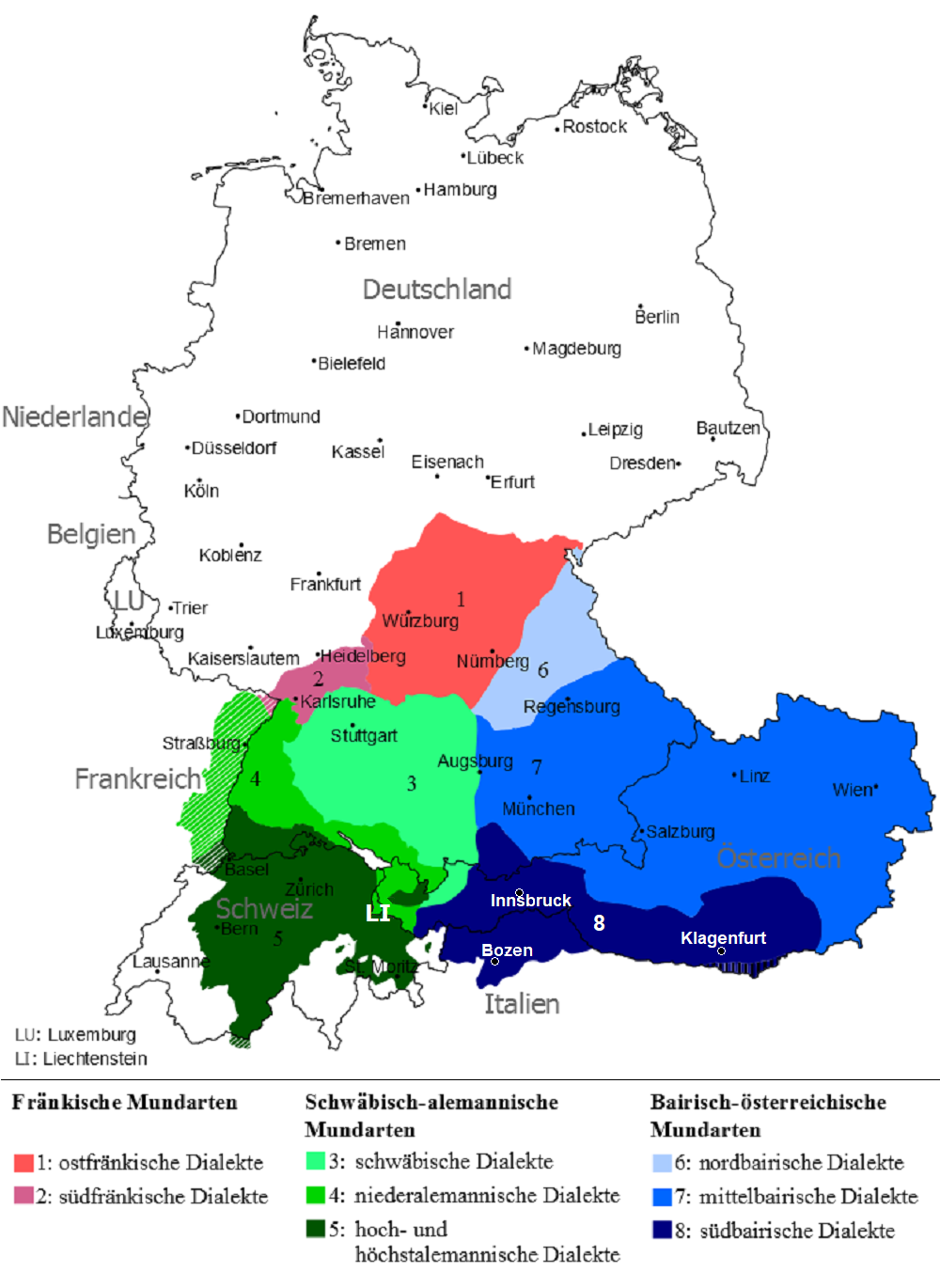
Південнонімецькі діалекти

Усі німецькі діалекти належать до західногерманського діалектного континууму, до якого входить також нідерландська мова. На території сучасних Німеччини, Австрії, Швейцарії, Люксембурга, Ліхтенштейна, Італії і Нідерландів вирізняють три великі групи діалектів: нижньонімецькі (Niederdeutsch), середньонімецькі (Mitteldeutsch) і південнонімецькі (Oberdeutsch), причому останні дві групи прийнято розглядати у складі верхньонімецьких діалектів, мовним кордоном яких на півночі є Бенратська лінія. Окремі діалекти та мовні варіанти, що входять у кожну з цих груп, мають окрім географічних також мовні відмінності, що виникли під впливом багатьох чинників: культурних, географічних та історичних. Свої особливості у фонетиці і лексиці мають австрійський та швейцарський варіанти, для яких характерні інша артикуляція початкових p-, t-, k-, вживання в мові іноземних слів, австріцизмів і гельвецізмів та інші особливості, не характерні для німецької мови Німеччини.

#### Нижньонімецькі діалекти
Нижньонімецька група діалектів (Niederdeutsch, Plattdeutsch) поширена на півночі Німеччини і в східній частині Нідерландів. Нижньофранкські діалекти зазвичай виділяють (як діалекти нідерландської мови) в окрему групу. Нижньосаксонські — об'єднуються поняттям нижньонімецька мова. Західні діалекти цієї мови відрізняються від східних насамперед у історичному контексті, оскільки мови сходу певний час зазнавали потужного впливу слов'янських мов. Деякі діалекти східно-нижньонімецького простору перетинаються з східно-середньонімецькими діалектами.
- Нижньофранкський
  - Голландський
  - Брабантський (Brabantisch[de])
  - Фламандський (Flämisch[de])
  - Лімбурзький
  - Зеландський
  - Нижньорейнський (Niederrheinisch[de])
- Нижньосаксонський (Niedersächsisch[de])
  - Вестфальський (Westfälisch[de])
  - Остфальський (Ostfälisch[de])
  - Північно-нижньосаксонський (Nordniedersächsisch[de])
- Східно-нижньонімецький (Ostniederdeutsch[de])
  - Марксько-бранденбурзький (Märkisch-Brandenburgisch[de])
  - Мекленбурзько-померанський (Mecklenburgisch-Vorpommersch[de])

Німецькі діалекти

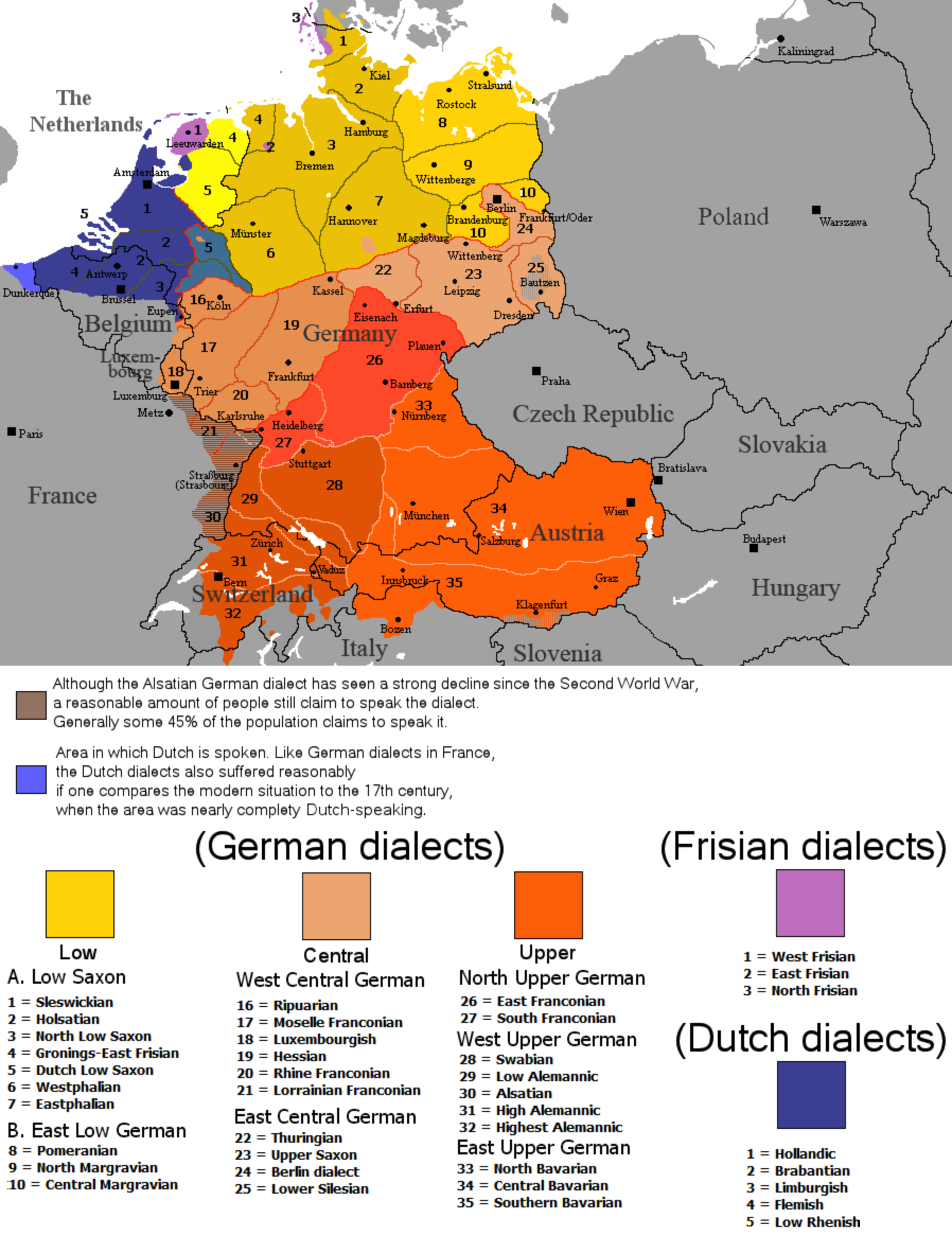
Поширення німецької мови

  - Задньопомеранський (Hinterpommersch[de])
  - Нижньопрусський (Niederpreußisch[de])

#### Середньонімецькі діалекти
Середньонімецька група діалектів поширена в середній частині Німеччини, причому область її розповсюдження являє собою вузьку смугу, що відокремлює нижньонімецький діалекти від південнонімецького. Середньонімецькі діалекти, як і північна група, діляться на дві частини — західну і східну. Західна здебільшого включає франкські діалекти, що тривають до південнонімецького простору. У східній частині переважають тюрінзько-верхньосаксонські діалекти, що займають великі території на захід від лужицької діалектної групи.
- Західно-середньонімецькі (Westmitteldeutsch[de])
  - Середньофранкський (Mittelfränkisch[de])
  - Рейнсько-франкський (Rheinfränkisch[de])
  - Гессенський (Hessisch[de])
- Східно-середньонімецькі (Ostmitteldeutsch[de])
  - Берлінсько-бранденбурзький[ru]
  - Лужицький (Lausitzisch[de])
  - Тюринзько-верхньосаксонський[de]
  - Саксонський (Obersächsisch[de], вкл.: Meißenisch[de], частково Osterländisch[de])
  - Сілезький
  - Верхньопрусський (Hochpreußisch[de])

#### Південнонімецькі діалекти
Південнонімецька група діалектів поширена в південній частині Німеччини, в Швейцарії та Австрії. Північна частина південнонімецького простору охоплена східно- і південнофранкськими діалектами, що належать до великої групи франкських діалектів, продовжуються на північно-заході до Нідерландів та Бельгії. Відповідно, західну і східну частину займають дві найбільші групи — алеманські і баварські діалекти
- Верхньофранкський (Oberfränkisch[de])
  - Східно-франкський (Ostfränkisch[de])
  - Південно-франкський (Südfränkisch[de])
- Алеманський / Швейцарський (Alemannisch / Schweizerdeutsch )
  - Швабський (Schwäbisch)
  - Нижньоалеманський (Niederalemannisch[de])
  - Верхньоалеманський (Hochalemannisch[de])
  - Гірськоалеманський (Höchstalemannisch[de])
- Баварський (Bairisch)
  - Північно-баварський (Nordbairisch)
  - Середньобаварський (Mittelbairisch)
  - Південно-баварський (Südbairisch)

## Історія

### Розвиток

Карта поширення. У німецькому мовному ареалі впродовж усього середньовіччя існували територіально роздроблені політичні структури. Це призвело до утворення і паралельного розвитку великого числа різних діалектів німецької

Слово Deutsch утворено від давньогерманського thioda, thiodisk і означає «говорить мовою народу», «народний», на відміну від «говорить латиною». Латинське theodisce, утворене на його основі і що вперше з'явилося в доповіді нунція Грегора синоду в 786 році н. е., описувало народи, що не говорять латинською, зокрема німецькі (у тому числі і голландською мовою).
Сучасна літературна німецька мова (Hochdeutsche Sprache, або Hochdeutsch) розвинулась на основі верхньо-(південно-) і середньонімецьких діалектів (докладніше див. Німецькі діалекти), які зазнали у VI—VIII століттях н. е. так званого другого пересування приголосних, поступово вона також чинила вплив на діалекти, які не зазнали цього процесу. Варто зауважити, що вживання прикметників hoch (нім. високий, верхній) і niedrig (nieder-) (нім. низький, нижній) в даному випадку описує географію мови, а не його якісну оцінку.
Середньовіччя послужило початком розвитку нової письмової та усної літературної німецької мови.
У 1521 Мартіном Лютером було перекладено на тоді ще не усталену новонімецьку письмову мову (Neuhochdeutsch) Новий, а в 1534 — Старий Заповіт, що, на (спірну) думку вчених, вплинуло на розвиток мови цілих поколінь, тому що вже в XIV столітті було помітно поступовий розвиток загальнорегіональної письмової німецької мови, яку також називають ранньою новою німецькою мовою (Frühneuhochdeutsch). Створення літературної письмової німецької мови було в основному завершено в XVII столітті.
На відміну від більшості європейських країн, літературна мова яких ґрунтується на діалекті столиці, німецька літературна мова є чимось «середнім» між середньо- і верхньонімецькими діалектами і вважається місцевою тільки в Ганновері. У північній частині Німеччини ця мова поширилася у сферах державного управління і шкільної освіти під час Реформації. В епоху розквіту Ганзи по всій північній Німеччині панували нижньонімецькі діалекти і нідерландська мова. З часом літературна німецька в північних регіонах Німеччини практично витіснила місцеві діалекти, які лише частково збереглися до сьогоднішнього часу. У центрі та на півдні Німеччини, де мова спочатку була більше схожа на літературну, населення зберегло свої діалекти.

Етнолінгвістична карта Австро-Угорщини 1910 р.

### Періоди історії німецької мови
- 750—1050: давньоверхньонімецька мова Althochdeutsch
- 1050—1350: Середньоверхньонімецька мова Mittelhochdeutsch
- 1350—1650: Ранньоверхньонімецька мова Frühneuhochdeutsch
- З 1650: Нововерхньонімецька мова, сучасна німецька мова Neuhochdeutsch

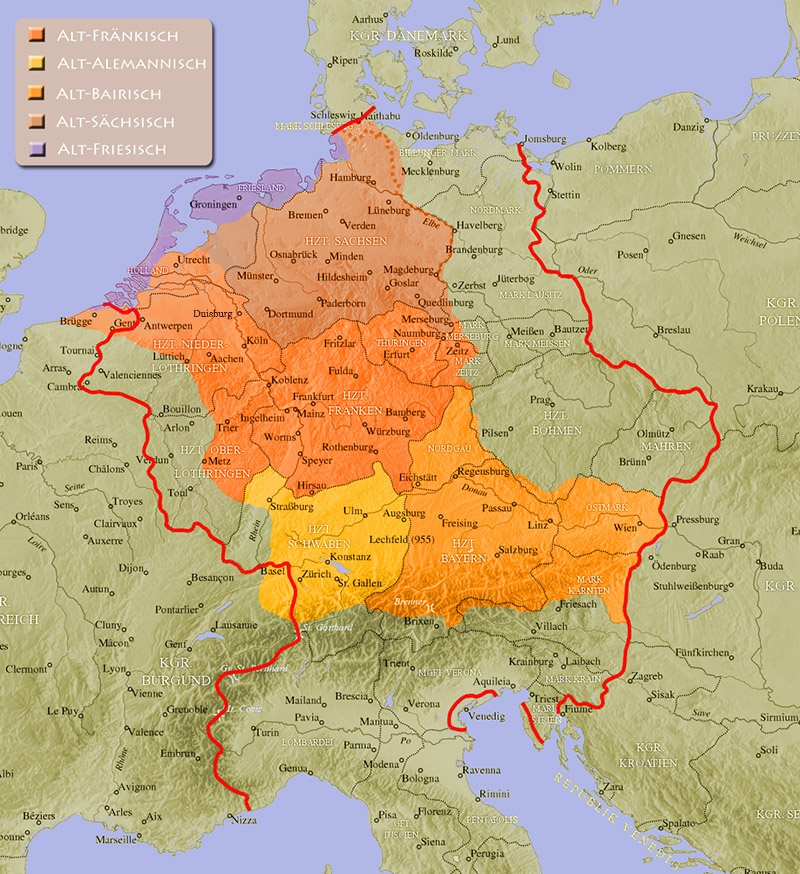
Німецькі мови в 962 р.

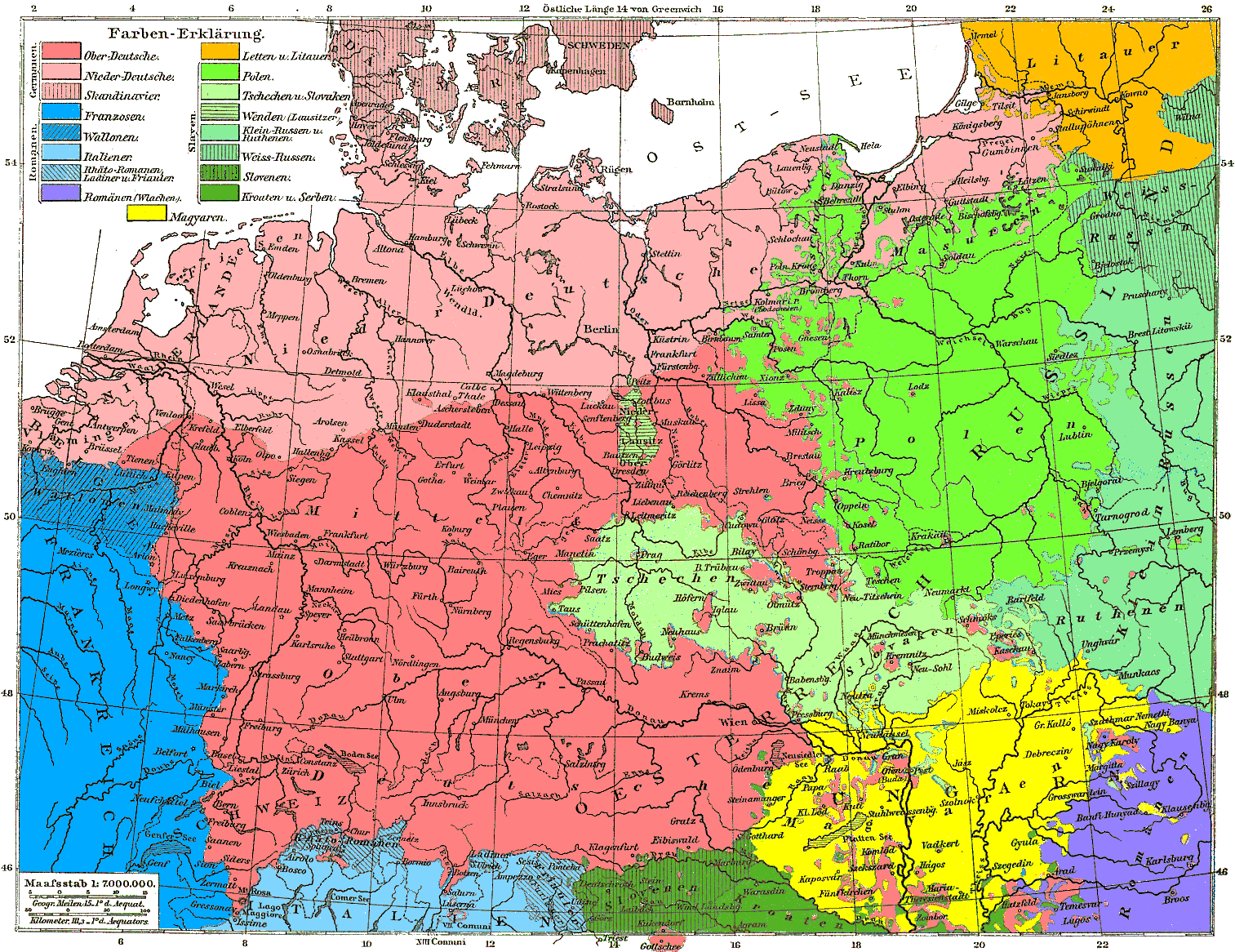
Німці в Центральній Європі 1880 р.

### Перші словники
- Йоганн Крістоф Аделунґ випустив в 1781 перший великий словник.
- Брати Грімм у 1852 почали створення великого Словника німецької мови (Deutsches Wörterbuch), який був завершений лише в 1961.

## Фонетика і фонологія
Німецька фонетика та фонологія — це насамперед фонетична і фонологічна системи літературної німецької мови, оскільки сама німецька мова неоднорідна, має декілька стандартних варіантів у залежності від країни поширення і багато діалектів, кожен з яких має свої власні фонетичні особливості.
Наприкінці XVIII століття еталонною німецькою вимовою вважалася саксонська, що пояснюється сильним впливом саксонських діячів мистецтва і науки на німецьку культуру. Уже в XIX столітті вимова, характерна для мови жителів північної Німеччини, істотно зміцнила свої позиції, що, з одного боку, було пов'язане з посиленням Пруссії і створенням під її егідою об'єднаної Німецької імперії, з другого — стандартами північнонімецької вимови, що вже зміцнилися в усному мовленні.
Ця вимова вперше було кодифікована в «Сценічній вимові» (Deutschen Bühnenaussprache) Теодора Зібса в 1898 році. Сучасні орфоепічні словники загалом лише з невеликими відхиленнями відповідають нормам, встановленим Зібсом. Так, наприклад, сучасна вимова звука [r] вже не відповідає фонемі /r/. Сьогодні визнаними нормами вимови вважаються норми Конрада Дудена, які були наведені в його «Орфоепічному словнику» (Duden-Aussprachewörterbuch), що розкриває всі основні правила фонетики і фонології, але водночас не завжди відображає сучасний стан німецької вимови. Причиною цих невідповідностей є зміна в мові німців, пов'язана з низкою факторів, серед яких чільне місце займає вплив сучасної західної культури. Проте норми літературної німецької мови та її фонетики і фонології продовжують викладатися в німецьких школах та вищих навчальних закладах.

### Система голосних і приголосних звуків
Фонетика німецької мови нараховує 44 звуки, серед яких розрізняють 16 голосних, 3 дифтонги, 22 приголосні і 3 африкати (звукосполучення [kv] та [ks] часто розглядають як африкати, проте в МФА вони не враховуються). Крім стандартного набору звуків, у німецькій можуть бути використані також звуки [ʌ] (Dublin), [æ] (Canberra), [ɜ:] (New Jersey), [ɔ:] (Hall), [ɶ:] (Chef d'ɶuvre), [w] (Waterproof), [θ] (Commonwealth), [ð] (Ciudad Trujillo), [ʤ] (Gin), які використовуються переважно в словах іноземного походження.
У залежності від положення язика німецькі голосні поділяються на голосні переднього (i, e, ä, ö, ü) і заднього ряду (a, o, u). Вони бувають довгими і короткими, причому 8 голосних літер дають 16 голосних звуків. Тривалість голосних пов'язується з якістю складу, який вони утворюють. Тож розрізняють відкриті (що закінчуються на голосний або складаються з одного голосного) і закриті склади (що закінчуються на одну або кілька приголосних). Дифтонгом називається злита вимова в одному складі двох голосних. Залежно від участі голосу німецькі приголосні поділяються на глухі, дзвінкі (проривні та щілинні) і сонорні (звучні). Африкатом називають злиту вимову двох приголосних.

### Наголос
Словесний наголос у німецькій мові носить фіксований характер і майже не змінює свого положення в слові. У кореневих словах наголос падає, як правило, на перший склад, у словах з префіксами наголос падає або на префікс, або на корінь. Тож виділяють наголошені (un-, ur-, ab-, auf-, aus-, bei-, ein-, mit-, nach-, vor-, zu-) і ненаголошені префікси (be-, ge-, ent-, emp-, er-, miss-, ver-, zer-), які ще називають напівпрефіксами і префіксами (наголошеність є однією з причин протиставлення цих афіксів). Більшість німецьких суфіксів ненаголошені, проте існує ціла група наголошених суфіксів (-ist, -ent, -ant, -ee, -eur, -ion, -tät, -ur, -at, -it, -ot, -et). У складних словах наголос буває головним (зазвичай падає на перший компонент слова) і другорядним. Другорядний наголос зазвичай падає на другий компонент (наприклад, як у слові Zeít-verschiébung), проте існують і винятки (наприклад, як у слові Jáhr-húndert), а в абревіатурах наголос часто падає на останню літеру (die BRD [be:’ɛr’de:]).
Наголос у реченні падає на смислові слова, тобто службові слова є ненаголошеними. Наголос, рух тону, темп і паузи в сукупності утворюють інтонацію. Головний наголос у всій фразі називається фразовим наголосом, для якого характерні зниження або підвищення тону: Was "machen Sie?. Логічний наголос вказує на слово, яке мовець хоче логічно виділити: "Er kommt heute — Er "kommt heute.

## Граматика

### Морфологія
За своєю морфологічною структурою німецька мова є флективно-аналітичною. Флективність та аналітизм переважають у мові і утворюють домінанту його морфологічного ладу.
- Флективність

Дієслово в німецькій мові відмінюється синтетично в теперішньому (Präsens) і минулому часі (Präteritum); синтетично відмінюється і прикметник, виступаючи в атрибутивній функції; субстантивовані прикметники також мають закінчення і відмінюються за відмінками. Практично всі займенники відмінюються синтетично, проте зустрічаються і суплетивні форми (особливо у особових займенників): ich — meiner — mir; er — ihm; wir — uns. Стосовно відмінювання іменників спостерігається досить своєрідна ситуація: іменники, залежно від приналежності до тої чи тої відміни (в німецькій їх чотири), відмінюються або флективно-аналітично, тобто за відмінками відмінюється не тільки іменник, але й артикль (сильне, слабке і змішане відмінювання), або тільки аналітично, коли змінюється тільки артикль, тоді як іменник залишається у всіх відмінках незмінним (жіноче відмінювання). Тільки порядкові числівники змінюються за відмінками і мають ті самі закінчення, що й прикметники.
- Аналітизм

Аналітично утворюються в німецькій мові:
- Чотири з шести дієслівних часових форм як в дійсного, так і умовного способу (Perfekt, Plusquamperfekt, Futurum I, Futurum II);
- Всі часові форми пасивного стану;
- Умовний спосіб (Konditionalis I і Konditionalis II);
- Артикль + іменник є також аналітичним явищем, оскільки носієм семантики є іменник, а виразником його граматичних категорій (рід, число, відмінок) — артикль.
- Інкорпорація

Інкорпорація хоча й не є домінуючим морфологічним типом німецької мови, але зустрічається в ній доволі часто. Прикладом інкорпорації в німецькій мові є:
- Всі складні слова: Damenschuhabsatz — каблук жіночих черевиків.
- Злиття прийменників з артиклями: im (in + dem), ins (in + das), zum (zu + dem), zur (zu + der), vom (von + dem), am (an + dem), ums (um + das) тощо.
- Інтерпозиція частки zu між префіксом і коренем дієслова: Wir haben keine Zeit, unsere Freunde anzurufen.
- Аглютинація

Аглютинація зустрічається в німецькій мові досить рідко. Приклад аглютинації: der Bär — die Bärin — die Bärinnen. Суфікс -in (-inn) передає лише жіночий рід, а суфіксом -en виражається тільки множина.

#### Артикль
Артикль у німецькій мові — це службове слово, яке вказує на рід, число і відмінок іменника (тому його ще називають родовим словом). Розрізняють означені (der, die, das, die) і неозначені артиклі (ein, eine, ein, множини у неозначеного артикля немає). Вони можуть відмінюватися як вказівні (dieser, jener), присвійні (mein, dein, sein), питальні (welcher?, was für ein …?) і неозначені (jeder, mancher) займенники, заперечний займенник kein, а також займенники, що вживаються тільки у множині (alle, viele, einige, mehrere).
| Відмінок  | Чоловічий рід | Жіночий рід | Середній рід | Множина |
| --------- | ------------- | ----------- | ------------ | ------- |
| Nominativ | der (ein)     | die (eine)  | das (ein)    | die     |
| Genitiv   | des (eines)   | der (einer) | des (eines)  | der     |
| Dativ     | dem (einem)   | der (einer) | dem (einem)  | den     |
| Akkusativ | den (einen)   | die (eine)  | das (ein)    | die     |

Неозначений артикль найчастіше виступає перед іменниками, які згадуються вперше або мало відомі. Означений артикль вживається, якщо предмет вже був згаданий, а також при наявності узгодження (іменник у формі родового відмінка, порядковий числівник, прикметник в Superlativ). Артикль може опускатися у випадках, якщо перед іменником стоїть займенник або кількісний числівник, якщо іменник — назва країни (винятки: die Ukraine — Україна, die USA — США) або міста (середній рід), абстрактне поняття чи воно позначає речовину в невідомій кількості.

#### Іменник
Німецькі іменники в однині мають чотири типи відмінювання: сильне для чоловічого і середнього роду, слабке — для чоловічого роду, жіноче — для жіночого роду і змішане — для деяких іменників чоловічого та середнього роду. Власні назви мають закінчення -s тільки в родовому відмінку.
| Відмінок  | Сильна відміна | Слабка відміна | Жіноча відміна | Змішана відміна |
| --------- | -------------- | -------------- | -------------- | --------------- |
| Nominativ | der Berg       | der Mensch     | die Frau       | der Name        |
| Genitiv   | des Berg(e)s   | des Menschen   | der Frau       | des Namens      |
| Dativ     | dem Berg       | dem Menschen   | der Frau       | dem Namen       |
| Akkusativ | den Berg       | den Menschen   | die Frau       | den Namen       |

Множина іменників утворюється за п'ятьма типами (1 тип — суфікс -e; 2 тип — суфікс - (e) n (завжди без умлаута); 3 тип — суфікс -er (по можливості з умлаутом); 4 тип — без суфікса (з умлаутом і без); 5 тип — суфікс -s (для скорочених і складноскорочених слів, а також запозичень; без умлаута).
| Тип | Число            | Чоловічий рід          | Жіночий рід               | Середній рід              |
| --- | ---------------- | ---------------------- | ------------------------- | ------------------------- |
| I   | Однина — множина | der Platz — die Plätze | die Stadt — die Städte    | das Jahr — die Jahre      |
| II  | Однина — множина | der Junge — die Jungen | die Uhr — die Uhren       | das Bett — die Betten     |
| III | Однина — множина | der Mann — die Männer  | —                         | das Bild — die Bilder     |
| IV  | Однина — множина | der Vogel — die Vögel  | die Tochter — die Töchter | das Gebäude — die Gebäude |
| V   | Однина — множина | der Park — die Parks   | die Mutti — die Muttis    | das Hotel — die Hotels    |

У множині всі іменники відмінюються однаково. У давальному відмінку до форми множини додається -n, якщо ця форма ще не має такого закінчення (або закінчення -s) в називному відмінку.
| Відмінок  | Чоловічий рід | Жіночий рід | Середній рід |
| --------- | ------------- | ----------- | ------------ |
| Nominativ | die Männer    | die Frauen  | die Kinos    |
| Genitiv   | der Männer    | der Frauen  | der Kinos    |
| Dativ     | den Männern   | den Frauen  | den Kinos    |
| Akkusativ | die Männer    | die Frauen  | die Kinos    |

#### Прикметник
Німецькі прикметники змінюються лише тоді, коли виступають як означення до іменників. Вони мають три типи відмінювання:
- Слабкий тип — прикметник стоїть після означеного артикля або займенників dieser, jener, jeder, welcher; він має закінчення -en у всіх відмінках однини, крім називного; знахідний відмінок для жіночого і середнього роду має закінчення -e, а в множині всіх відмінків має -en;
- Сильний тип — перед прикметником немає означальника, означеного артикля, за винятком родового відмінка чоловічого та середнього роду в однині, де використовується слабке закінчення -en;
- Змішаний тип — прикметник стоїть після неозначеного артикля, присвійного займенника або заперечного займенника kein; сильні закінчення для називного і знахідного відмінка, слабкі — для родового і давального.

Німецькі прикметники і прислівники можуть змінюватися за ступенями порівняння. Як і в українській, існує три ступені порівняння:
- Позитивний (Positiv) — звичайний прикметник або прислівник;
- Вищий (Komparativ) — до прикметника або прислівника додається суфікс -er, і коренева голосна  a, o або  u приймає умлаут;
- Найвищий (Superlativ) — додається суфікс -est, і коренева голосна приймає умлаут; прикметники й прислівники в найвищому ступені завжди супроводжуються означеним артиклем або артикульованим прийменником am.

Деякі прикметники й прислівники утворюють ступені порівняння не за правилами: hoch — höher — höchste, gut — besser — beste.

#### Займенник
Німецькі займенники можуть замінювати іменники там, де це необхідно. До них належать особові (ich, du, er, sie, es, wir, ihr, sie, Sie), питальні (wer?, was?), неозначені (man, etwas, jemand, alle, alles, viele, einige) і заперечні займенники (nichts, niemand), а також безособовий займенник es і займенникові прислівники. Всі інші займенники супроводжують іменники. Питальні та особові займенники відмінюються за трьома відмінками, оскільки форми родового відмінка перейшли в розряд присвійних.
Присвійні займенники відповідають на питання wessen? (Чий?, Чия?, Чиє?, Чиї?). Вони відповідають особовим займенникам у родовому відмінку: mein, dein, sein, ihr, sein, unser, ihr, sie, Sie. Кожний присвійний займенник узгоджується в роді, числі й відмінку з іменником, з яким він пов'язаний. В однині він відмінюється як неозначений артикль, а в множині як означений.
Неозначено-особовий займенник man вживається, коли особа лише мається на увазі, він не перекладається українською мовою. Вся конструкція перекладається як безособове речення. Дуже часто цей займенник вживається з модальними дієсловами (man kann, man darf і т. д.). Безособовий займенник es вживається як підмет у поєднанні з безособовим дієсловом (Es regnet. Es ist Sonntag. Wie geht es Ihnen? Ist es etwas passiert?). Займенникові прислівники служать для позначення неживих предметів. Вони бувають вказівними (утворюються з вказівного прислівника da і відповідного прийменника: dabei, dafür, damit, darüber, dazu тощо) і питальними (питальний прислівник wo і прийменник: wobei, wofür, womit, worüber, wozu). Питання про іменники-назви істот утворюють інакше. Для них використовується поєднання прийменника і питального займенника wer у відповідному відмінку (Um wen geht es?).

#### Числівник
Німецькі числівники поділяються на кількісні (eins, zwei, drei, vier, fünf, sechs і т. д.) та порядкові (erste, zweite, dritte, vierte, fünfte, sechste). Субстантивовані числівники, що виконують часто функцію підмета, не завжди вважаються числівниками.
Перші відповідають на питання «скільки?» і можуть бути простими (1—12, 100, 1000), складними (13—19; утворюються від одиниць і числа zehn) і похідними. Кількісні числівники від 20 до 99 утворюються поєднанням в одне слово назви числівника першого порядку, прийменника und і числівника другого порядку (наприклад, 35 — fünfunddreißig). Утворення числівників сотень і тисяч відбувається через поєднання в одне слово кількості тисяч, потім сотні, потім вказівки складової частини числівника, відповідного числівника другого або першого порядку. Числівники, починаючи з мільйона і більше, пишуться окремо із зазначенням їхньої кількості на початку складеного числівника (наприклад, 1364819 — eine Million dreihundertvierundsechzigtausendachthundertneunzehn).
Порядкові числівники відповідають на питання «який?» і поділяються на дві групи: до 19 (до відповідного кількісного числівника додаються суфікс -t- і закінчення, наприклад, fünfte — п'ята) і від 20 і далі (до відповідного кількісного числівника додають суфікс -st- і закінчення; einundzwanzigste — двадцять перша).
Для утворення числівника, що виражає дріб, до кількісного числівника потрібно додати суфікс -tel (1/4 — Viertel, 3/5 — drei Fünftel). Десятковий дріб читається з комою (0,348 — Null Komma dreihundertachtundvierzig).

#### Прийменник
Німецькі прийменники вживаються перед іменниками і особовими займенниками, таким чином визначаючи їхній відмінок. Виділяють три групи прийменників, які керуються відповідно давальним (mit, aus, nach, zu, bei, von, außer, seit, gegenüber), знахідним (für, gegen, durch, ohne, um, bis, entlang) або родовим відмінками (während, trotz, wegen, (an) statt, unweit).
Подвійному керуванню підпорядковані прийменники  in, an, auf, vor, hinter, über, unter, neben, zwischen, які можуть вживатися з знахідному і давальному відмінках. При цьому враховується, яке значення в реченні має присудок. Наприклад: Sie hängt ein Bild über die Couch (Akk.) — Das Bild hängt über der Couch (Dat.). В даному випадку важливо, яке питання слід ставити до прийменника — wohin? або wo?.

#### Дієслово
Німецькі дієслова мають п'ять основних категорій: особа (1-е, 2-е, 3-е), число (однина і множина), час (минулий, теперішній та майбутній), стан (активний та пасивний) і спосіб (дійсний, наказовий та умовний). Крім особово-часових форм у дієслова є також неособові форми: Infinitiv I, Infinitiv II, Partizip I та Partizip II. Залежно від особливостей формоутворення розрізняють слабкі, сильні й неправильні дієслова. У залежності від керування розрізняють перехідні, що вживаються лише з додатком у Akkusativ, і неперехідні дієслова, які додатків не мають. Дієслова можуть бути зворотніми (позначають дію, спрямовану на дійову особу), а також модальними (дієслова dürfen, können, mögen, müssen, sollen, wollen і дієслово lassen, яке часто до модальних не відносять).
У німецькій мові шість часів:
- Präsens — простий теперішній час, який утворюється від інфінітивного кореня дієслова з допомогою особового закінчення. Наприклад: Ich schreibe einen Brief[34].
- Präteritum — простий минулий час, що складається з одного смислового дієслова. Утворюється від основи другої (претерітної) форми дієслова за допомогою особового закінчення. Наприклад: Ich machte schon die Tür auf. Особові закінчення у дієслів у цьому часі близькі до Präsens, за винятком першої та третьої особи однини[35].
- Perfekt — складний минулий час. Складається зі смислового дієслова в Partizip II і допоміжного дієслова haben або sein в Präsens. Наприклад: Ich habe die Geschichte erzählt; Ich bin zu schnell gefahren. Допоміжні дієслова відмінюються, а їхній вибір залежить від лексичного значення смислового дієслова[36].
- Plusquamperfekt — складний минулий час, що складається зі смислового дієслова в Partizip II і допоміжного дієслова haben або sein у формі Präteritum. Наприклад: Er hatte den Regenschirm nicht genommen[37].
- Futur I — складний майбутній час, що складається зі смислового дієслова в Infinitiv I і допоміжного дієслова werden. Наприклад: Ich werde um jeden Preis kommen[38].
- Futur II — складний майбутній час, що складається зі смислового дієслова в Infinitiv II і допоміжного дієслова werden. Наприклад: Morgen um neun Uhr abend werde ich gekommen sein[39].

| Präsens Aktiv      | Präteritum Aktiv    | Perfekt Aktiv            | Plusquamperfekt Aktiv      | Futur I Aktiv            |
| ------------------ | ------------------- | ------------------------ | -------------------------- | ------------------------ |
| ich mache          | ich machte          | ich habe gemacht         | ich hatte gemacht          | ich werde machen         |
| du machst          | du machtest         | du hast gemacht          | du hattest gemacht         | du wirst machen          |
| er (sie, es) macht | er (sie, es) machte | er (sie, es) hat gemacht | er (sie, es) hatte gemacht | er (sie, es) wird machen |
| wir machen         | wir machten         | wir haben gemacht        | wir hatten gemacht         | wir werden machen        |
| ihr macht          | ihr machtet         | ihr habt gemacht         | ihr hattet gemacht         | ihr werdet machen        |
| sie (Sie) machen   | sie (Sie) machten   | sie (Sie) haben gemacht  | sie (Sie) hatten gemacht   | sie (Sie) werden machen  |

Стан дієслова залежить від характеру підмета. Він може бути активним (Aktiv — дія виходить від підмета) і пасивним (Passiv — дія спрямована на себе). У пасивному стані є всі ті самі часові форми, що й у активному. Вони утворюються за однією схемою. Präsens Passiv утворюється за допомогою допоміжного дієслова werden в Präsens і смислового дієслова в Partizip II. Präteritum Passiv — werden в Präteritum і Partizip II. Perfekt і Plusquamperfekt Passiv — werden у відповідній формі (особлива форма worden) і Partizip II. Futur Passiv — werden в Futur і Partizip II.
| Präsens Passiv            | Präteritum Passiv          | Perfekt Passiv                  | Plusquamperfekt Passiv          | Futur I Passiv                   |
| ------------------------- | -------------------------- | ------------------------------- | ------------------------------- | -------------------------------- |
| ich werde gefragt         | ich wurde gefragt          | ich bin gefragt worden          | ich war gefragt worden          | ich werde gefragt werden         |
| du wirst gefragt          | du wurdest gefragt         | du bist gefragt worden          | du warst gefragt worden         | du wirst gefragt werden          |
| er (sie, es) wird gefragt | er (sie, es) wurde gefragt | er (sie, es) ist gefragt worden | er (sie, es) war gefragt worden | er (sie, es) wird gefragt werden |
| wir werden gefragt        | wir wurden gefragt         | wir sind gefragt worden         | wir waren gefragt worden        | wir werden gefragt werden        |
| ihr werdet gefragt        | ihr wurdet gefragt         | ihr seid gefragt worden         | ihr wart gefragt worden         | ihr werdet gefragt werden        |
| sie (Sie) werden gefragt  | sie (Sie) wurden gefragt   | sie (Sie) sind gefragt worden   | sie (Sie) waren gefragt worden  | sie (Sie) werden gefragt werden  |

Статив (пасив стану, або короткий пасив) передає вже не процес дії, а його результат. Він утворюється за допомогою допоміжного дієслова sein у відповідній формі та Partizip II перехідного смислового дієслова.
Умовний спосіб (Konjunktiv — висловлює бажання або можливість) має ті самі часові форми, що й дійсний (Indikativ). Präsens Konjunktiv утворюється за допомогою інфінітивної основи, суфікса -e та особового закінчення, але коренева голосна при цьому залишається незмінною. В 1-ій та 3-ій особі однини суфікс і особове закінчення зливаються, що не допускає подвоєння приголосних. Форми Präteritum Konjunktiv слабких дієслів збігаються з формами претерита дійсного способу. Форми претерита кон'юнктива сильних дієслів утворюються з основи дієслова в Претериті дійсного способу за допомогою суфікса -e і особових закінчень претерита. Кореневі голосні a, o, u отримують умлаут. Існує також цілий ряд дієслів, Präteritum Konjunktiv яких не підпорядковується загальним правилам: це неправильні дієслова sein (wäre), tun (täte), gehen (ginge), stehen (stände); неправильні дієслова  haben (hätte), werden (würde), bringen (brächte); претерито-презентні дієслова (крім sollen і wollen): dürfte, könnte, möchte, müsste, wüsste). Perfekt Konjunktiv утворюється за допомогою допоміжних дієслів haben або sein, які стоять в Präsens Konjunktiv, і смислового дієслова в Partizip II. Plusquamperfekt Konjunktiv утворюється за допомогою тих самих допоміжних дієслів в Präsens Konjunktiv та смислового дієслова в Partizip II. Futurum I і Futurum II Konjunktiv утворюються за допомогою допоміжного дієслова werden в Präsens Konjunktiv та смислового дієслова відповідно в Infinitiv I та Infinitiv II. Крім цих форм є ще дві, що не мають аналогів українською мовою. Це Konditionalis I і Konditionalis II. Вони утворюються за допомогою допоміжного дієслова werden у Präteritum Konjunktiv і смислового дієслова в Infinitiv I і Infinitiv II.
Наказовий спосіб (Imperativ) має чотири форми: 2-а особа однини (arbeite, nimm), 1-а особа множини (arbeiten wir / wollen wir arbeiten, nehmen wir / wollen wir nehmen), 2-а особа множини (arbeitet, nehmt) та ввічлива форма (arbeiten Sie, nehmen Sie). Також наказовий спосіб можна утворити за допомогою інфінітива (Nicht aus dem Fenster lehnen!) або Partizip II (Hiergeblieben!). Наказовість в німецькій можуть висловлювати деякі граматичні конструкції (наприклад, haben/sein + zu + Infinitiv, модальне дієслово + Infinitiv).
Інфінітив (Infinitiv) і прислівник (Partizip) беруть участь у творенні різних граматичних конструкцій і часових форм.
Інфінітив утворює інфінітивні групи й конструкції з прийменником zu (інфінітивні групи типу um zu, ohne zu, (an) statt zu; конструкція haben/sein + zu + Infinitiv) і без нього (з модальними дієсловами, дієсловами руху та іншими дієсловами-винятками). Інфінітив відіграє різні синтаксичні ролі: підмет (Es ist eine Vergnügen, zu reiten), присудок (Vielleicht haben Sie die Absicht, auch unsere Vororte mit ihren schönen Palästen und Parks zu besuchen), додаток (Marion war von Herzen froh (darüber), in diesem schrecklichen halbzerstörten Haus nicht allein zu sein) і обставина (Er fährt nach Moskau, um seine Eltern zu besuchen).
Німецький дієприкметник буває двох видів: Partizip I (основа дієслова в Präsens і суфікс  — (e) nd) і Partizip II (основа дієслова, перфікс ge- і суфікс  — (e) t (для слабких дієслів) або -en (для сильних дієслів)). Перший дієприкметник часто виступає в ролі означення до іменника (Das zu lesende Buch) і обставини (Aus dem Kino zurückgehend, besprachen die Leute den Film). Другий дієприкметник вживається при утворенні складних часових форм Perfekt і Plusquamperfekt (Mein Freund hat das Institut absolviert), у всіх часових формах пасивного стану (Der Text wird / wurde nacherzählt, nachdem er zweimal vorgelesen worden ist / worden war) і як означення до іменника в причетних групах (Die von mir gekaufte Zeitung liegt auf dem Tisch).

### Синтаксис
Німецькі речення бувають простими та складними. Просте речення зазвичай складається з двох слів — підмета і присудка (непоширене речення), проте може включати і другорядні члени речення (поширене речення). Складні речення складаються з двох або кількох простих речень. Відповідно, вони бувають складносурядними (безсполучникові та сполучникові), які складаються з двох незалежних речень, і складнопідрядними, які складаються з головного і одного або декількох підрядних).
Зв'язок в складносурядному реченні здійснюється за допомогою сурядних сполучників und, aber, oder, denn, deshalb, darum, doch, dann, so, also, а також за допомогою парних сполучників bald … bald, nicht nur … sondern auch, sowohl … als auch, entweder … oder. Підрядне речення в складі складнопідрядного вводиться за допомогою підрядних сполучників (dass, wenn, als, weil), відносних займенників (der, die, das, die), питальних займенників (wer, was, welcher), прислівників (wo, wann), питальних займенникових прислівників (woran, wovon, worüber) тощо.. Їхній вибір залежить від виду підрядного речення. Ці речення бувають: додатковими, означальними, обставинними (місця, часу, способу дії, порівняння, ступеня, наслідку, причини, цілі, умови та поступки) і приєднувальними.
Порядок слів у німецькому реченні безпосередньо залежить від його характеру. У простому розповідному реченні розрізняють прямий і зворотний порядок слів. В першому випадку мається на увазі, що всі члени речення займають лише свої чітко встановлені позиції: спершу підмет, потім присудок і другорядні члени речення. Наприклад, Der Lehrer kommt bald. При зворотному порядку слів відбувається інверсія: Bald kommt der Lehrer. При складеному або складному присудку змінна частина стає на своє місце, а незмінна переходить в кінець речення: Ich stimme zu.
У питальних речень без питального слова присудок стає на перше місце в реченні: Hat er das gemacht?. У питальних речень з питальним словом (Wer?, Was?, Wann?, Wo?, Wohin?, Woher?, Wie?, Warum?, Wozu? та ін.) на першому місці стоїть саме питальне слово, а присудок йде за ним: Was hat er gemacht?.
У заперечних реченнях найчастіше зустрічається заперечна частка nicht, яка зазвичай використовується перед заперечуваним словом: Nicht alle verstehen das. Однак якщо заперечується присудок, то частка опиняється в кінці речення перед незмінною частиною: Das weiß ich nicht. Якщо заперечується іменник, то перед ним ставиться заперечний займенник kein, який заміщає невизначений артикль і узгоджується з іменником в роді, числі і відмінку: Ich habe keine Zeit. Подвійного заперечення в німецькій мові немає, тобто конструкції «нічого/ніколи не …» передається тільки одним запереченням (у цьому випадку словами nichts (ніщо) або niemand (ніхто)).

## Лексика
До питомих слів німецької мови відносяться лексеми, які зустрічалися ще в прагерманській мові, з різних діалектів якої виникли сучасні германські мови, в тому числі й німецька. Велика кількість цих слів була успадкована прагерманською мовою з праіндоєвропейської мови. До питомих німецьких слів відносяться, наприклад, такі, як zwei, Zaun, hundert, Liebe, Zahn або Vieh — найчастотніші лексеми, що зазнали невеликих змін.
Запозичені та іноземні слова проникли в лексичну систему німецької мови з інших індоєвропейських мов, що пояснюється історичними зв'язками, а також територіальними змінами держав, де німецька мова використовувалася офіційно. Серед інших причин можна виділити схожість деяких структур цих мов, що дозволяло запозиченням простіше проникати в німецьку мову.
Іноземні слова можуть зберігати свої первісні вимову і орфографію. Прикладами запозичень з латинської мови є: Finale (лат. fīnis), Wein (лат. vīnum), Straße (лат. sternere), Prozess (лат. cēdere), Schrift (лат. scrībere). З давньогрецької були запозичені: Meter (дав.-гр. μετρώ), Thron (дав.-гр. θρόνος), Biologie (дав.-гр. βίος), Theologie (дав.-гр. θεός), Mathematik (дав.-гр. μαθηματικός), Historie (дав.-гр. ἱστορία), Chronometer (дав.-гр. χρόνος), Demokratie (дав.-гр. δῆμος), Arithmetik (дав.-гр. ἀριθμός). Деякі запозичення потрапили в німецьку мову з івриту, наприклад: Duft (від івр. טוֹב — добре) або Pleite (від івр. פלטה — втеча).
З італійської мови прийшли слова Bank, Bilanz, Melone; з французької походять Garderobe, Toilette, Pissoir. У свій час великий вплив мала арабська мова, з якої прийшли такі слова, як Matratze (араб. مطرح), Elixir (араб. الإكسير), Arsenal (араб. دار الصناعة), Ziffer (араб. صفر) та інші..

## Словотвір
Словотвір німецької мови розвивався дуже динамічно. Велика кількість елементів слів, як власне німецьких, так і запозичених, дозволяє «конструювати» найрізноманітніші слова. В 1999 році парламент німецької землі Мекленбург — Передня Померанія розглянув проєкт закону під назвою «Rinderkennzeichnungs-und Rindfleischetikettierungsüberwachungsaufgabenübertragungsgesetz» («Закон про передачу обов'язків контролю маркування яловичини»). Це слово офіційно є найдовшим у німецькій мові (63 літери, 7 частин). У Німецькій вікіпедії наводяться посилання на слово з 79 літер, створене за правилами німецького словотвору — «Donaudampfschiffahrtselektrizitätenhauptbetriebswerkbauunterbeamtengesellschaft» («Товариство службовців молодшої ланки органу з нагляду за будівництвом при головному управлінні електричного обслуговування дунайського пароплавства»). В останньому слові за новими правилами правопису слід додати ще одну літеру (… schifffahrt …). Подібних складних слів в німецькій мові дуже багато.
Місце німецького словотворення в системі мови досі до кінця не визначене. Зазвичай воно розглядається в рамках лексикології або граматики, однак, будучи пов'язаним і з граматикою, і з лексикою, словотвір має власні, тільки йому притаманні риси. Словотвір може розглядатися як з діахронного, так і з синхронного погляду.
Німецький словотвір виділяє прості, похідні та складні слова. Словотворчі моделі є класифікацію цих слів і включають вісім рівнів: модель кореневих слів, модель безафіксного словотвору, префіксальна, суфіксальна, префіксально-суфіксальна, модель основ з напівпрефіксами і напівсуфіксами та означальний словотвір.

## Німецька абетка

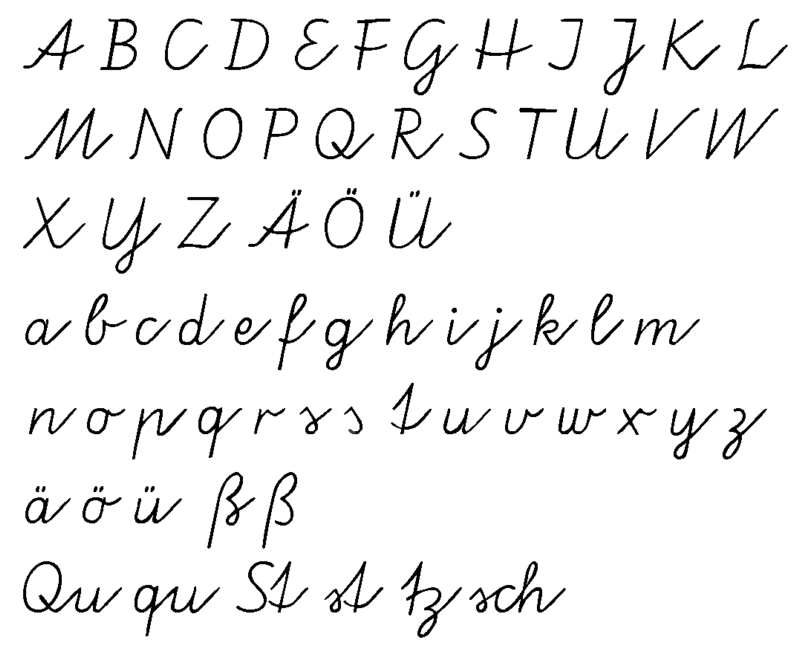
Великі літери німецького алфавіту з окремими буквосполученнями

У німецькому алфавіті використовуються 26 пар латинських літер (малі та великі); літери, які позначають умлаутовані звуки (ä, ö, ü) та лігатуру ß (есцет) до складу алфавіту не входять. При алфавітному сортуванні ä, ö, ü як правило не розрізняються з відповідно a, o, u, за винятком слів, що відрізняються тільки умлаутом, — в цьому випадку слово з умлаутом йде пізніше; ß прирівнюється до поєднання ss. Часом умлаутовані літери ä, ö, ü прирівнюються до ae, oe, ue. При перерахуванні німецьких літер літери ä, ö, ü стоять не поруч з відповідними літерами a, o та u, а в кінці списку. Зазвичай у словниках німецькі слова розташовуються без урахування умлаута.
| літера | назва    |     | літера | назва |          | літера | назва      |       | літера   | назва |  | літера | назва |
| A a    | а        | F f | еф     | L l   | ель      | Q q    | ку         | (Ü ü) | у-умлаут |       |  |        |       |
| (Ä ä)  | а-умлаут | G g | ґе     | M m   | ем       | R r    | ер         | V v   | фау      |       |  |        |       |
| B b    | бе       | H h | ха     | N n   | ен       | S s    | ес         | W w   | ве       |       |  |        |       |
| C c    | це       | I i | і      | O o   | о        | (ß)    | есцет (ss) | X x   | ікс      |       |  |        |       |
| D d    | де       | J j | йот    | (Ö ö) | о-умлаут | T t    | те         | Y y   | іпсилон  |       |  |        |       |
| E e    | е        | K k | ка     | P p   | пе       | U u    | у          | Z z   | цет      |       |  |        |       |

До використання латиниці в німецькій мові для письма застосовувалися руни, які після християнізації німецьких земель повністю вийшли з ужитку. До початку XX століття офіційно використовувався готичний шрифт (зокрема і в словниках, що видавалися в інших країнах). Існував також особливий готичний рукописний шрифт та фрактура, які викладалися в школах до 1941 року. Антиква використовується спершу неофіційно з XIX століття, а після листопадової революції 1918 року запроваджується офіційно. За часів нацистського режиму готичний шрифт було повернуто і він вживався офіційно, але згодом нацистська пропаганда почала переслідувати використання готичних шрифтів, мотивуючи це гіпотетичною подібністю до єврейського квадратного письма. Зараз готичні шрифти використовуються лише з декоративною метою (назви газет, вивіски).

## Правопис
Німецький правопис формувався протягом XIX століття. Значний прорив у створенні спільного правопису досягнутий завдяки Конраду Дудену, який 1880 року випустив «Ортографічний словник німецької мови». Він ґрунтувався на рішеннях загальнонімецької орфографічної конференції 1876 року. У процесі реформи німецького правопису в 1901 цей словник був у дещо зміненій формі визнано основою німецького офіційного правопису аж до 1996 року, коли відбулася нова реформа правопису, а словник «Дуден» втратив своє монопольне становище. Ортографічна конференція 1901 року остаточно визначила мовні правила на XX сторіччя.

### Сучасна реформа правопису
У Німеччині набув чинності остаточний варіант закону про реформу німецького правопису, що має спростити мову. Рішення про реформу письмової німецької мови ухвалено 1 липня 1996 у Відні під час зустрічі міністрів освіти німецькомовних країн. На розробку оновлених правил експерти витратили понад десять років. Нові правила пунктуації та орфографії обов'язкові для всіх без винятку державних установ і системи освіти. Реформа скасовує 87 з 212 правил орфографії. Окремі слова, що писалися із великої букви, тепер мають писатися з маленької й навпаки. Замість 52 правил пунктуації залишилось 12. Коми тепер можна ставити, керуючись здебільшого особистим чуттям, аніж правилами, а запозичені слова дозволяється писати як у німецькій, так і в іншомовній транскрипції.
Наприкінці XX століття (після об'єднання Німеччини) керівники німецькомовних країн — ФРН, Австрії, Швейцарії та Ліхтенштейну, а також представники держав, де компактно проживають німецькі меншини (Італія, Румунія та Угорщина), ухвалили рішення про впровадження реформи німецької орфографії, яку планувалося завершити в серпні 2005.
Однак за рік до цього терміну відразу декілька провідних газет і журналів ФРН (в першу чергу ті, що входять до найбільшого видавничого концерну Axel Springer AG) заявили про повернення до традиційних правил.
Одна з найконсервативніших і шанованих газет ФРН, «Frankfurter Allgemeine Zeitung», у 1999, як і вся країна, перейшла була на нову орфографію, але вже за рік повернулася до звичного правопису. Також від нової орфографії відмовився найважливіший суспільно-політичний журнал країни «Der Spiegel».
На думку журналістів, нові правила правопису тільки погіршили ситуацію з німецькою мовою й призвели до масової плутанини, оскільки, згідно з опитуваннями, лише 38 % населення ФРН знайомі з новими правилами. Самі чиновники також порушують нові правила, навіть в офіційних документах.
Як стверджують, більшість письменників з самого початку відмовилися прийняти нові орфографічні правила. З усіх починань колишнього федерального канцлера ФРН Шредера цю реформу називають «найсумнівнішим» здобутком. У більшості держав людям надано право самим вирішувати, які правила правопису їм застосовувати. У Німеччині ж це питання стало предметом внутрішньопартійної боротьби й способом одержання дивідендів у виборців.
Населення землі Шлезвіг-Гольштейн ще в 1998 провело референдум і проголосувало за відмову від проведення реформи. Проте, федеральний уряд, з огляду на кошти, вже витрачені на навчання школярів за новими правилами, не бажає задкувати в проведенні реформи правопису.
Наразі реформа правопису частково переробляється, тобто проводять «реформу реформи».
З 1 серпня 2007 набув чинності остаточний варіант закону про реформу німецького правопису, що спростив письмову мову. Нові правила пунктуації й орфографії обов'язкові для всіх без винятку державних установ і закладів системи освіти.

## Вплив німецької на українську мову
Серед лексичних запозичень із західноєвропейських мов німецькі слова в українській мові посідають чільне місце. Перший період контактів староукраїнської та германських мов припадав на період Київської Русі (X—XI ст.), коли між нею і німецькими землями існували династичні, політичні, та економічні зв'язки. У діалектах цього часу, а пізніше і в писемних пам'ятках фіксуються давньоверхньонімецькі та готські запозичення бук, князь, котел та ін. Нова хвиля запозичень з німецької спостерігалася за часів Галицького (Х—ХІІ ст.), а згодом і Галицько-Волинського (XIII—XIV ст.) князівств (напр. ерцог (герцюг), біскуп (пискуп)). У XIII—XIV століттях через польську мову, а також завдяки торговельним зв'язкам із прибалтійськими німцями були запозичені такі слова як бровар, парта, верстат, клямка тощо. З початком німецької колонізації Галичини й Буковини (друга пол. XIV ст.), поширенням на теренах України Магдебурзького права, розвитком західної торгівлі та утворенням переважно вихідцями з Німеччини численних цехових організацій значно посилився приплив в українську мову слів німецького походження. У XX столітті проникненню в українську мову германізмів сприяла військова повинність, яку відбувала чоловіча частина населення Галичини в польській, а згодом у австрійській арміях (пор. мову творів Юрія-Осипа Федьковича). Німецька окупація 1941—1944 років також спричинилася до проникнення в лексику західноукраїнських говірок німецьких слів. У XX столітті лексика і фразеологія української мови збагатилася німецькими словами і виразами в галузі філософії, літературознавства, мистецтва, науки і техніки: аскетизм, емпіріокритицизм, трансцендентальний, колективізм, культуртрегер, публіцистика, макулатура, авторитет, конфлікт та ін., частина з яких була утворена в німецькій мові на основі латинських і грецьких коренів. За даними українських словників сучасна українська мова має близько 1000 німецькомовних лексем, повністю засвоєних українською мовою. Окрім того, великий шар лексики німецького походження представлений в українській спеціальній та науковій термінології.

## Приклад
«Заповіт» Т.Шевченка німецькою мовою (переклала Гедда Ціннер)
| VERMÄCHTNIS Wenn ich sterbe, sollt zum Grab ihr: Den Kurgan mir bereiten: In der lieben Ukraine, Auf der Steppe, der breiten, Wo man weite Felder sieht, Den Dnipro und seine Hänge, Wo man hören kann sein Tosen, Seine wilden Sänge. Wenn aus unsrer Ukraine: Zum Meer dann, zum blauen, Treibt der Feinde Blut, verlaß ich: Die Berge und Auen, Alles laß ich dann und fliege: Empor selbst zum Herrgott, Und ich bete… Doch bis dahin: Kenn’ ich keinen Herrgott! So begrabt mich und erhebt euch! Die Ketten zerfetzet! Mit dem Blut der bösen Feinde: Die Freiheit benetzet! Meiner sollt in der Familie, In der großen, ihr gedenken, Und sollt in der freien, neuen: Still ein gutes Wort mir schenken. |

(Джерело: Т. Г. Шевченко, Заповіт мовами народів світу, К., «Наукова думка», 1989)

### Довідники, підручники
- Cathrine Fabricius-Hansen, Peter Gallmann, Peter Eisenberg: Der Duden in 12 Bänden — Das Standardwerk zur deutschen Sprache: Band 4. Grammatik der deutschen Gegenwartssprache. — Bibliographisches Institut & F. A. Brockhaus; Auflage: 7., völlig neu erarbeitete Auflage. — 1344 S. ISBN 3-411-04047-5 — одна з найповніших граматик сучасної німецької мови, що вийшла друком як 4-ий том у класичній 12-томній серії видавництва Дуден, присвяченій всім аспектам німецької мови.
- Погадала, В. А. Німецька мова. Короткий довідник. М., «Слово», 2003, 318 с. ISBN 5-8123-0155-7
- Погадала, В. А. Німецька мова. Екзаменаційний збірник. Більше 100 тем. М., «Слово», 2003, 192 с. ISBN 5-8123-0164-6

### Загальні словники
- Список найважливіших німецьких словників[de]
- Малоруско-нїмецкий словар: У 2 т. / Уложили: Євгений Желеховский та Софрон Недїльский. — Львів, 1886. — VIII + 1118 + 10 с.
- Ruthenisch-Deutsches Wörterbuch / verfasst von Eugen Żelechowski und Sophron Niedzielski. Lemberg, 1886. Band I—II. Словник у форматі DjVu
- Українсько-німецький словник : 100,000 слів / Уклад. Я. Рудницький, З. Кузеля. — Ляйпціґ, 1943. — 1494 с.
- Німецько-український словник: Близько 50000 слів / Уклад. В. М. Лещинська, О. Г. Мазний, К. М. Сільвестрова. — Київ: Рад. школа, 1959. — 1053 с.
- Новий німецько-український, українсько-німецький словник: 45000 слів / Уклад. О. П. Пророченко. — Київ: Вид. «Аконіт», 1997. — 683 с.
- Великий німецько-український словник: Близько 170000 слів / Уклад. В. Мюллер. — Київ: Вид. Дім «Чумацький шлях», 2005. — 788 с.
- Великий сучасний німецько-український українсько-німецький словник / Уклад. О. В. Чоботар, В. Д. Каліущенко, В. В. Оліфіренко. — Донецьк: БАО, 2009. — 944 с.

### Спеціялізовані словники
- Сайко М. А. Німецько-український медичний словник. Із поясненнями та прикладами терміновживання. Понад 18 000 словникових статей. К. : ВД «Освіта України», 2021. 348 с. ISBN 978-617-7993-03-1

### Словники
- Німецько-німецькі:

* Німецький Вікісловник
* Das Wortauskunftssystem zur deutschen Sprache (Довідникова система німецької мови)
* Duden (зараз Видавництво словникової літератури Duden).
* woerterbuchNetz.de
* wortschatz.Uni-Leipzig.de
- Німецько-українські:

* Словник українсько-німецький
* Німецько-український словник з можливістю редагування на сайті dict.cc

### Інші корисні ресурси
- Німецькі словникові уроки на Інтернет Поліглоті
- Німецький культурний центр ім. Гете у Києві
- Steinke Institut (Інститут німецької мови)
- клавіатура німецька онлайн
- Atlas zur deutschen Alltagssprache -атлас щоденної німецької мови[недоступне посилання з жовтня 2019]
- Eintrag zur deutschen Sprache in der Enzyklopädie des Europäischen Ostens — стаття про німецьку мову в Енциклопедії Європейського Сходу (PDF-Datei; 146 kB)
- Jacob und Wilhelm Grimm: Deutsches Wörterbuch — Словник братів Грімм онлайн
- Deutsche Sprache. Zeitschrift für Theorie, Praxis und Dokumentation — фаховий журнал про німецьку мову